# He Min
He Min (Hengyang, República Popular China, 16 de agosto de 1992) es un clavadista o saltador de trampolín chino especializado en trampolín de 1 metro, donde consiguió ser subcampeón mundial en 2011.

## Carrera deportiva
En el Campeonato Mundial de Natación de 2011 celebrado en Shanghái (China) ganó la medalla de plata en el trampolín de 1 metro, con una puntuación de 444 puntos, tras su compatriota chino Li Shixin (oro con 463 puntos) y por delante del alemán Pavlo Rozenberg  (bronce con 436 puntos).